# David Guzmán
David Alberto Guzmán Pérez (ur. 18 lutego 1990 w San José) – kostarykański piłkarz występujący na pozycji defensywnego pomocnika. Zawodnik klubu Deportivo Saprissa.

## Kariera klubowa
Guzmán zawodową karierę rozpoczął w 2009 roku w zespole Deportivo Saprissa z Primera División de Costa Rica. W sezonie 2009/2010 wywalczył z nim mistrzostwo fazy Clausura.

## Kariera reprezentacyjna
W reprezentacji Kostaryki Guzmán zadebiutował 5 czerwca 2010 roku przegranym 0:3 towarzyskim meczu ze Słowacją. W 2011 roku został powołany do kadry na Złoty Puchar CONCACAF. Nie zagrał jednak na nim ani razu. Z tamtego turnieju Kostaryka odpadła w ćwierćfinale.
W 2011 roku Guzmán wziął również udział w Copa América. Na tamtym turnieju, zakończonym przez Kostarykę na fazie grupowej, wystąpił w spotkaniach z Kolumbią (0:1) i Boliwią (2:0).